# Bóng rổ tại Thế vận hội Mùa hè 2024 – Giải đấu Nữ
Giải đấu bóng rổ nữ 5x5 tại Thế vận hội Mùa hè 2024 là lần tổ chức thứ 21 của nội dung thi đấu bóng rổ dành cho nữ tại Thế vận hội Mùa hè. Giải được tổ chức từ ngày 28 tháng 7 đến ngày 11 tháng 8 năm 2024. Các trận đấu của vòng sơ loại diễn ra trên Sân vận động Pierre-Mauroy ở Lille. Đối với giai đoạn cuối của giải đấu, các trận đấu được diễn ra ở nhà thi đấu thể thao Accor Arena (hay còn được gọi là Bercy Arena do một vài điều luật của Ủy ban Olympic Quốc tế không cho phép các địa điểm tổ chức Thế vận hội được đặt theo tên của các nhà tài trợ) ở Paris.
Đội tuyển Hoa Kỳ đã giành chiến thắng trước đội tuyển Pháp để đem về cho mình tấm huy chương vàng Thế vận hội.

## Lịch thi đấu
Lịch trình của giải đấu như sau.
| G | Vòng bảng | ¼ | Tứ kết | ½ | Bán kết | B | Tranh huy chương đồng | F | Tranh huy chương vàng |

| CN 28/7 | Thứ 2 29/7 | Thứ 3 30/7 | Thứ 4 31/7 | Thứ 5 1/8 | Thứ 6 2/8 | Thứ 7 3/8 | CN 4/8 | Thứ 2 5/8 | Thứ 3 6/8 | Thứ 4 7/8 | Thứ 5 8/8 | Thứ 6 9/8 | Thứ 7 10/8 | CN 11/8 | CN 11/8 |
| ------- | ---------- | ---------- | ---------- | --------- | --------- | --------- | ------ | --------- | --------- | --------- | --------- | --------- | ---------- | ------- | ------- |
| G       | G          |            | G          | G         |           | G         | G      |           |           | ¼         |           | ½         |            | B       | F       |

## Các đội tuyển vượt qua vòng loại
| Quá trình vòng loại                           | Ngày diễn ra                     | Địa điểm  | Số suất tham dự | Các đội tuyển vượt qua vòng loại |
| --------------------------------------------- | -------------------------------- | --------- | --------------- | -------------------------------- |
| Quốc gia chủ nhà                              | —                                | —         | 1               | Pháp                             |
| Giải vô địch bóng rổ nữ thế giới 2022         | 22 tháng 9 – 1 tháng 10 năm 2022 | Sydney    | 1               | Hoa Kỳ                           |
| Giải đấu vòng loại nữ Thế vận hội Mùa hè 2024 | 8–11 tháng 2 năm 2024            | Tây An    | 2               | Trung Quốc                       |
| Giải đấu vòng loại nữ Thế vận hội Mùa hè 2024 | 8–11 tháng 2 năm 2024            | Tây An    | 2               | Puerto Rico                      |
| Giải đấu vòng loại nữ Thế vận hội Mùa hè 2024 | 8–11 tháng 2 năm 2024            | Antwerp   | 2               | Bỉ                               |
| Giải đấu vòng loại nữ Thế vận hội Mùa hè 2024 | 8–11 tháng 2 năm 2024            | Antwerp   | 2               | Nigeria                          |
| Giải đấu vòng loại nữ Thế vận hội Mùa hè 2024 | 8–11 tháng 2 năm 2024            | Belém     | 3               | Úc                               |
| Giải đấu vòng loại nữ Thế vận hội Mùa hè 2024 | 8–11 tháng 2 năm 2024            | Belém     | 3               | Đức                              |
| Giải đấu vòng loại nữ Thế vận hội Mùa hè 2024 | 8–11 tháng 2 năm 2024            | Belém     | 3               | Serbia                           |
| Giải đấu vòng loại nữ Thế vận hội Mùa hè 2024 | 8–11 tháng 2 năm 2024            | Sopron    | 3               | Nhật Bản                         |
| Giải đấu vòng loại nữ Thế vận hội Mùa hè 2024 | 8–11 tháng 2 năm 2024            | Sopron    | 3               | Tây Ban Nha                      |
| Giải đấu vòng loại nữ Thế vận hội Mùa hè 2024 | 8–11 tháng 2 năm 2024            | Sopron    | 3               | Canada                           |
| Tổng cộng                                     | Tổng cộng                        | Tổng cộng | 12              |                                  |

## Đội hình
Mỗi đội bao gồm 12 vận động viên.

## Bốc thăm
Lễ bốc thăm được tổ chức vào ngày 19 tháng 3 năm 2024.
12 đội tuyển được chia thành bốn nhóm, mỗi nhóm gồm ba đội dựa vào thứ hạng của họ trên Bảng xếp hạng bóng rổ FIBA. Ba bảng đấu được hình thành bằng cách bốc thăm một đội từ mỗi nhóm. Hai đội từ cùng một châu lục không thể nằm trong cùng một bảng, ngoại trừ các đội châu Âu, trong đó mỗi nhóm phải có ít nhất hai và tối đa ba đội châu Âu.
Vì mục đích phát sóng, đương kim vô địch Hoa Kỳ được xếp vào Bảng C, trong khi chủ nhà Pháp được xếp vào Bảng B.

### Hạt giống
Nhóm hạt giống được công bố vào ngày 15 tháng 3 năm 2024.
| Nhóm 1                   | Nhóm 2                    | Nhóm 3                   | Nhóm 4                      |
| ------------------------ | ------------------------- | ------------------------ | --------------------------- |
| Hoa Kỳ · Trung Quốc · Úc | Tây Ban Nha · Canada · Bỉ | Pháp · Nhật Bản · Serbia | Puerto Rico · Nigeria · Đức |

## Trọng tài
30 trọng tài sau đây đã được chọn để điều hành giải đấu.
- Juan Fernández
- James Boyer
- Ademir Zurapović
- Matthew Kallio
- Maripier Malo
- Martin Vulić
- Maj Forsberg
- Carlos Peralta
- Yohan Rosso
- Péter Praksch
- Takaki Kato
- Yevgeniy Mikheyev
- Mārtiņš Kozlovskis
- Gatis Saliņš
- Rabah Noujaim
- Yann Davidson
- Omar Bermúdez
- Viola Györgyi
- Julio Anaya
- Wojciech Liszka
- Johnny Batista
- Roberto Vázquez
- Boris Krejić
- Luis Castillo
- Ariadna Chueca
- Antonio Conde
- Andrés Bartel
- Amy Bonner
- Blanca Burns
- Jenna Reneau

## Vòng sơ loại

### Bảng A
| VT | Đội         | ST | T | B | ĐT  | ĐB  | HS  | Đ | Giành quyền tham dự |
| -- | ----------- | -- | - | - | --- | --- | --- | - | ------------------- |
| 1  | Tây Ban Nha | 3  | 3 | 0 | 223 | 213 | +10 | 6 | Tứ kết              |
| 2  | Serbia      | 3  | 2 | 1 | 201 | 184 | +17 | 5 | Tứ kết              |
| 3  | Trung Quốc  | 3  | 1 | 2 | 228 | 229 | −1  | 4 |                     |
| 4  | Puerto Rico | 3  | 0 | 3 | 175 | 201 | −26 | 3 |                     |

| 28 tháng 7 năm 2024 13:30 | Chi tiết | Tây Ban Nha                                                        | 90–89 | Trung Quốc                                                   | OT | Sân vận động Pierre-Mauroy, Lille Số khán giả: 27,021 Trọng tài: Viola Györgyi (NOR), Maripier Malo (CAN), Péter Praksch (HUN) |
| 28 tháng 7 năm 2024 13:30 | Chi tiết | Điểm mỗi set: 13–22, 20–15, 20–22, 23–17, OT: 14–13                |       |                                                              | OT | Sân vận động Pierre-Mauroy, Lille Số khán giả: 27,021 Trọng tài: Viola Györgyi (NOR), Maripier Malo (CAN), Péter Praksch (HUN) |
| 28 tháng 7 năm 2024 13:30 | Chi tiết | Điểm: Gustafson 29 Chụp bóng bật bảng: Gustafson 8 Hỗ trợ: Casas 8 |       | Điểm: Li Y. 31 Chụp bóng bật bảng: Li Y. 15 Hỗ trợ: Li M. 11 | OT | Sân vận động Pierre-Mauroy, Lille Số khán giả: 27,021 Trọng tài: Viola Györgyi (NOR), Maripier Malo (CAN), Péter Praksch (HUN) |

| 28 tháng 7 năm 2024 21:00 | Chi tiết | Serbia                                                                 | 58–55 | Puerto Rico                                                               |  | Sân vận động Pierre-Mauroy, Lille Số khán giả: 15,324 Trọng tài: Maj Forsberg (DEN), James Boyer (AUS), Yann Davidson (MAD) |
| 28 tháng 7 năm 2024 21:00 | Chi tiết | Điểm mỗi set: 23–15, 20–11, 12–10, 3–19                                |       |                                                                           |  | Sân vận động Pierre-Mauroy, Lille Số khán giả: 15,324 Trọng tài: Maj Forsberg (DEN), James Boyer (AUS), Yann Davidson (MAD) |
| 28 tháng 7 năm 2024 21:00 | Chi tiết | Điểm: Stanković 15 Chụp bóng bật bảng: Stanković 10 Hỗ trợ: Anderson 8 |       | Điểm: San Antonio 11 Chụp bóng bật bảng: three players 6 Hỗ trợ: Rosado 7 |  | Sân vận động Pierre-Mauroy, Lille Số khán giả: 15,324 Trọng tài: Maj Forsberg (DEN), James Boyer (AUS), Yann Davidson (MAD) |

| 31 tháng 7 năm 2024 11:00 | Chi tiết | Puerto Rico                                                               | 62–63 | Tây Ban Nha                                                       |  | Sân vận động Pierre-Mauroy, Lille Số khán giả: 23,942 Trọng tài: Andrés Bartel (URU), Maripier Malo (CAN), Yevgeniy Mikheyev (KAZ) |
| 31 tháng 7 năm 2024 11:00 | Chi tiết | Điểm mỗi set: 9–18, 16–21, 19–5, 18–19                                    |       |                                                                   |  | Sân vận động Pierre-Mauroy, Lille Số khán giả: 23,942 Trọng tài: Andrés Bartel (URU), Maripier Malo (CAN), Yevgeniy Mikheyev (KAZ) |
| 31 tháng 7 năm 2024 11:00 | Chi tiết | Điểm: Guirantes 15 Chụp bóng bật bảng: Hollingshed 12 Hỗ trợ: Guirantes 4 |       | Điểm: Gustafson 18 Chụp bóng bật bảng: Gustafson 13 Hỗ trợ: Ortiz |  | Sân vận động Pierre-Mauroy, Lille Số khán giả: 23,942 Trọng tài: Andrés Bartel (URU), Maripier Malo (CAN), Yevgeniy Mikheyev (KAZ) |

| 31 tháng 7 năm 2024 13:30 | Chi tiết | Trung Quốc                                                                | 59–81 | Serbia                                                                |  | Sân vận động Pierre-Mauroy, Lille Số khán giả: 23,942 Trọng tài: Martin Vulić (CRO), Maj Forsberg (DEN), James Boyer (AUS) |
| 31 tháng 7 năm 2024 13:30 | Chi tiết | Điểm mỗi set: 17–23, 22–22, 11–17, 9–19                                   |       |                                                                       |  | Sân vận động Pierre-Mauroy, Lille Số khán giả: 23,942 Trọng tài: Martin Vulić (CRO), Maj Forsberg (DEN), James Boyer (AUS) |
| 31 tháng 7 năm 2024 13:30 | Chi tiết | Điểm: Han, Wang 11 Chụp bóng bật bảng: Li Yue. 11 Hỗ trợ: Wang, Yang L. 5 |       | Điểm: Anderson 15 Chụp bóng bật bảng: Krajišnik 11 Hỗ trợ: Anderson 6 |  | Sân vận động Pierre-Mauroy, Lille Số khán giả: 23,942 Trọng tài: Martin Vulić (CRO), Maj Forsberg (DEN), James Boyer (AUS) |

| 3 tháng 8 năm 2024 11:00 | Chi tiết | Trung Quốc                                               | 80–58 | Puerto Rico                                                           |  | Sân vận động Pierre-Mauroy, Lille Số khán giả: 26,595 Trọng tài: Omar Bermúdez (MEX), Rabah Noujaim (LBN), Maripier Malo (CAN) |
| 3 tháng 8 năm 2024 11:00 | Chi tiết | Điểm mỗi set: 17–11, 23–18, 22–16, 18–13                 |       |                                                                       |  | Sân vận động Pierre-Mauroy, Lille Số khán giả: 26,595 Trọng tài: Omar Bermúdez (MEX), Rabah Noujaim (LBN), Maripier Malo (CAN) |
| 3 tháng 8 năm 2024 11:00 | Chi tiết | Điểm: Li M. 18 Chụp bóng bật bảng: Han 9 Hỗ trợ: Li M. 7 |       | Điểm: Guirantes 20 Chụp bóng bật bảng: Hollingshed 8 Hỗ trợ: Rosado 5 |  | Sân vận động Pierre-Mauroy, Lille Số khán giả: 26,595 Trọng tài: Omar Bermúdez (MEX), Rabah Noujaim (LBN), Maripier Malo (CAN) |

| 3 tháng 8 năm 2024 13:30 | Chi tiết | Serbia                                                               | 62–70 | Tây Ban Nha                                                  |  | Sân vận động Pierre-Mauroy, Lille Số khán giả: 26,595 Trọng tài: Takaki Kato (JPN), Viola Györgyi (NOR), Yann Davidson (MAD) |
| 3 tháng 8 năm 2024 13:30 | Chi tiết | Điểm mỗi set: 13–16, 15–21, 10–18, 24–15                             |       |                                                              |  | Sân vận động Pierre-Mauroy, Lille Số khán giả: 26,595 Trọng tài: Takaki Kato (JPN), Viola Györgyi (NOR), Yann Davidson (MAD) |
| 3 tháng 8 năm 2024 13:30 | Chi tiết | Điểm: Anderson 18 Chụp bóng bật bảng: Stanković 5 Hỗ trợ: Anderson 7 |       | Điểm: Conde 15 Chụp bóng bật bảng: Gustafson 9 Hỗ trợ: Gil 7 |  | Sân vận động Pierre-Mauroy, Lille Số khán giả: 26,595 Trọng tài: Takaki Kato (JPN), Viola Györgyi (NOR), Yann Davidson (MAD) |

### Bảng B
| VT | Đội      | ST | T | B | ĐT  | ĐB  | HS  | Đ | Giành quyền tham dự |
| -- | -------- | -- | - | - | --- | --- | --- | - | ------------------- |
| 1  | Pháp (H) | 3  | 2 | 1 | 222 | 187 | +35 | 5 | Tứ kết              |
| 2  | Úc       | 3  | 2 | 1 | 211 | 212 | −1  | 5 | Tứ kết              |
| 3  | Nigeria  | 3  | 2 | 1 | 208 | 207 | +1  | 5 | Tứ kết              |
| 4  | Canada   | 3  | 0 | 3 | 189 | 224 | −35 | 3 |                     |

1. 1 2 3  Pháp 3 điểm, +14 HS; Úc 3 điểm, −6 HS; Nigeria 3 điểm, −8 HS.

| 29 tháng 7 năm 2024 11:00 | Chi tiết | Nigeria                                                                        | 75–62 | Úc                                                             |  | Sân vận động Pierre-Mauroy, Lille Số khán giả: 24,023 Trọng tài: Amy Bonner (USA), Rabah Noujaim (LBN), Jenna Reneau (USA) |
| 29 tháng 7 năm 2024 11:00 | Chi tiết | Điểm mỗi set: 18–17, 23–11, 10–19, 24–15                                       |       |                                                                |  | Sân vận động Pierre-Mauroy, Lille Số khán giả: 24,023 Trọng tài: Amy Bonner (USA), Rabah Noujaim (LBN), Jenna Reneau (USA) |
| 29 tháng 7 năm 2024 11:00 | Chi tiết | Điểm: Kalu 19 Chụp bóng bật bảng: Kunaiyi-Akpannah, Musa 7 Hỗ trợ: Amukamara 9 |       | Điểm: Smith 15 Chụp bóng bật bảng: Talbot 10 Hỗ trợ: Talbot 12 |  | Sân vận động Pierre-Mauroy, Lille Số khán giả: 24,023 Trọng tài: Amy Bonner (USA), Rabah Noujaim (LBN), Jenna Reneau (USA) |

| 29 tháng 7 năm 2024 17:15 | Chi tiết | Canada                                                                   | 54–75 | Pháp                                                              |  | Sân vận động Pierre-Mauroy, Lille Số khán giả: 20,211 Trọng tài: Boris Krejić (SLO), Blanca Burns (USA), Ariadna Chueca (ESP) |
| 29 tháng 7 năm 2024 17:15 | Chi tiết | Điểm mỗi set: 18–15, 2–23, 16–15, 18–22                                  |       |                                                                   |  | Sân vận động Pierre-Mauroy, Lille Số khán giả: 20,211 Trọng tài: Boris Krejić (SLO), Blanca Burns (USA), Ariadna Chueca (ESP) |
| 29 tháng 7 năm 2024 17:15 | Chi tiết | Điểm: Colley, Nurse 11 Chụp bóng bật bảng: Alexander 10 Hỗ trợ: Colley 6 |       | Điểm: Badiane 13 Chụp bóng bật bảng: Badiane 6 Hỗ trợ: Williams 8 |  | Sân vận động Pierre-Mauroy, Lille Số khán giả: 20,211 Trọng tài: Boris Krejić (SLO), Blanca Burns (USA), Ariadna Chueca (ESP) |

| 1 tháng 8 năm 2024 13:30 | Chi tiết | Úc                                                                 | 70–65 | Canada                                                             |  | Sân vận động Pierre-Mauroy, Lille Số khán giả: 20,962 Trọng tài: Andrés Bartel (URU), Rabah Noujaim (LBN), Jenna Reneau (USA) |
| 1 tháng 8 năm 2024 13:30 | Chi tiết | Điểm mỗi set: 18–16, 20–16, 13–12, 19–21                           |       |                                                                    |  | Sân vận động Pierre-Mauroy, Lille Số khán giả: 20,962 Trọng tài: Andrés Bartel (URU), Rabah Noujaim (LBN), Jenna Reneau (USA) |
| 1 tháng 8 năm 2024 13:30 | Chi tiết | Điểm: Whitcomb 19 Chụp bóng bật bảng: Talbot 9 Hỗ trợ: Whitcomb 10 |       | Điểm: Carleton 19 Chụp bóng bật bảng: Carleton 8 Hỗ trợ: Achonwa 8 |  | Sân vận động Pierre-Mauroy, Lille Số khán giả: 20,962 Trọng tài: Andrés Bartel (URU), Rabah Noujaim (LBN), Jenna Reneau (USA) |

| 1 tháng 8 năm 2024 17:15 | Chi tiết | Pháp                                                               | 75–54 | Nigeria                                                      |  | Sân vận động Pierre-Mauroy, Lille Số khán giả: 17,483 Trọng tài: Amy Bonner (USA), Carlos Peralta (ECU), Péter Praksch (HUN) |
| 1 tháng 8 năm 2024 17:15 | Chi tiết | Điểm mỗi set: 24–20, 14–11, 16–8, 21–15                            |       |                                                              |  | Sân vận động Pierre-Mauroy, Lille Số khán giả: 17,483 Trọng tài: Amy Bonner (USA), Carlos Peralta (ECU), Péter Praksch (HUN) |
| 1 tháng 8 năm 2024 17:15 | Chi tiết | Điểm: Johannès 15 Chụp bóng bật bảng: Badiane 6 Hỗ trợ: Williams 7 |       | Điểm: Kalu 18 Chụp bóng bật bảng: Musa 9 Hỗ trợ: Amukamara 5 |  | Sân vận động Pierre-Mauroy, Lille Số khán giả: 17,483 Trọng tài: Amy Bonner (USA), Carlos Peralta (ECU), Péter Praksch (HUN) |

| 4 tháng 8 năm 2024 13:30 | Chi tiết | Canada                                                                | 70–79 | Nigeria                                                                  |  | Sân vận động Pierre-Mauroy, Lille Số khán giả: 27,107 Trọng tài: Amy Bonner (USA), Blanca Burns (USA), Ariadna Chueca (ESP) |
| 4 tháng 8 năm 2024 13:30 | Chi tiết | Điểm mỗi set: 18–18, 23–19, 5–23, 24–19                               |       |                                                                          |  | Sân vận động Pierre-Mauroy, Lille Số khán giả: 27,107 Trọng tài: Amy Bonner (USA), Blanca Burns (USA), Ariadna Chueca (ESP) |
| 4 tháng 8 năm 2024 13:30 | Chi tiết | Điểm: Colley 17 Chụp bóng bật bảng: Amihere 11 Hỗ trợ: five players 2 |       | Điểm: Kalu 21 Chụp bóng bật bảng: Kunaiyi-Akpannah 7 Hỗ trợ: Amukamara 6 |  | Sân vận động Pierre-Mauroy, Lille Số khán giả: 27,107 Trọng tài: Amy Bonner (USA), Blanca Burns (USA), Ariadna Chueca (ESP) |

| 4 tháng 8 năm 2024 21:00 | Chi tiết | Úc                                                                        | 79–72 | Pháp                                                              |  | Sân vận động Pierre-Mauroy, Lille Số khán giả: 27,193 Trọng tài: Luis Castillo (ESP), Maj Forsberg (DEN), Jenna Reneau (USA) |
| 4 tháng 8 năm 2024 21:00 | Chi tiết | Điểm mỗi set: 19–17, 15–17, 25–16, 20–22                                  |       |                                                                   |  | Sân vận động Pierre-Mauroy, Lille Số khán giả: 27,193 Trọng tài: Luis Castillo (ESP), Maj Forsberg (DEN), Jenna Reneau (USA) |
| 4 tháng 8 năm 2024 21:00 | Chi tiết | Điểm: Madgen 18 Chụp bóng bật bảng: Magbegor, Talbot 6 Hỗ trợ: Whitcomb 7 |       | Điểm: Williams 15 Chụp bóng bật bảng: Badiane 6 Hỗ trợ: Bernies 4 |  | Sân vận động Pierre-Mauroy, Lille Số khán giả: 27,193 Trọng tài: Luis Castillo (ESP), Maj Forsberg (DEN), Jenna Reneau (USA) |

### Bảng C
| VT | Đội      | ST | T | B | ĐT  | ĐB  | HS  | Đ | Giành quyền tham dự |
| -- | -------- | -- | - | - | --- | --- | --- | - | ------------------- |
| 1  | Hoa Kỳ   | 3  | 3 | 0 | 276 | 218 | +58 | 6 | Tứ kết              |
| 2  | Đức      | 3  | 2 | 1 | 226 | 220 | +6  | 5 | Tứ kết              |
| 3  | Bỉ       | 3  | 1 | 2 | 228 | 228 | 0   | 4 | Tứ kết              |
| 4  | Nhật Bản | 3  | 0 | 3 | 198 | 262 | −64 | 3 |                     |

| 29 tháng 7 năm 2024 13:30 | Chi tiết | Đức                                                              | 83–69 | Bỉ                                                                 |  | Sân vận động Pierre-Mauroy, Lille Số khán giả: 20,211 Trọng tài: Martin Vulić (CRO), Carlos Peralta (ECU), Yann Davidson (MAD) |
| 29 tháng 7 năm 2024 13:30 | Chi tiết | Điểm mỗi set: 25–11, 21–14, 14–17, 23–27                         |       |                                                                    |  | Sân vận động Pierre-Mauroy, Lille Số khán giả: 20,211 Trọng tài: Martin Vulić (CRO), Carlos Peralta (ECU), Yann Davidson (MAD) |
| 29 tháng 7 năm 2024 13:30 | Chi tiết | Điểm: Sabally 17 Chụp bóng bật bảng: Gülich 7 Hỗ trợ: Peterson 8 |       | Điểm: Meesseman 25 Chụp bóng bật bảng: Linskens 6 Hỗ trợ: Vanloo 6 |  | Sân vận động Pierre-Mauroy, Lille Số khán giả: 20,211 Trọng tài: Martin Vulić (CRO), Carlos Peralta (ECU), Yann Davidson (MAD) |

| 29 tháng 7 năm 2024 21:00 | Chi tiết | Hoa Kỳ                                                        | 102–76 | Nhật Bản                                                                       |  | Sân vận động Pierre-Mauroy, Lille Số khán giả: 13,040 Trọng tài: Luis Castillo (ESP), Viola Györgyi (NOR), Yevgeniy Mikheyev (KAZ) |
| 29 tháng 7 năm 2024 21:00 | Chi tiết | Điểm mỗi set: 22–15, 28–24, 29–18, 23–19                      |        |                                                                                |  | Sân vận động Pierre-Mauroy, Lille Số khán giả: 13,040 Trọng tài: Luis Castillo (ESP), Viola Györgyi (NOR), Yevgeniy Mikheyev (KAZ) |
| 29 tháng 7 năm 2024 21:00 | Chi tiết | Điểm: Wilson 24 Chụp bóng bật bảng: Wilson 13 Hỗ trợ: Gray 13 |        | Điểm: Takada 24 Chụp bóng bật bảng: four players 3 Hỗ trợ: Machida, Yamamoto 5 |  | Sân vận động Pierre-Mauroy, Lille Số khán giả: 13,040 Trọng tài: Luis Castillo (ESP), Viola Györgyi (NOR), Yevgeniy Mikheyev (KAZ) |

| 1 tháng 8 năm 2024 11:00 | Chi tiết | Nhật Bản                                                      | 64–75 | Đức                                                                              |  | Sân vận động Pierre-Mauroy, Lille Số khán giả: 20,962 Trọng tài: Gatis Saliņš (LAT), Viola Györgyi (NOR), Yevgeniy Mikheyev (KAZ) |
| 1 tháng 8 năm 2024 11:00 | Chi tiết | Điểm mỗi set: 16–21, 20–21, 13–17, 15–16                      |       |                                                                                  |  | Sân vận động Pierre-Mauroy, Lille Số khán giả: 20,962 Trọng tài: Gatis Saliņš (LAT), Viola Györgyi (NOR), Yevgeniy Mikheyev (KAZ) |
| 1 tháng 8 năm 2024 11:00 | Chi tiết | Điểm: Takada 15 Chụp bóng bật bảng: Akaho 8 Hỗ trợ: Machida 9 |       | Điểm: S. Sabally 33 Chụp bóng bật bảng: Gülich, Geiselsöder 10 Hỗ trợ: Fiebich 6 |  | Sân vận động Pierre-Mauroy, Lille Số khán giả: 20,962 Trọng tài: Gatis Saliņš (LAT), Viola Györgyi (NOR), Yevgeniy Mikheyev (KAZ) |

| 1 tháng 8 năm 2024 21:00 | Chi tiết | Bỉ                                                                           | 74–87 | Hoa Kỳ                                                           |  | Sân vận động Pierre-Mauroy, Lille Số khán giả: 25,044 Trọng tài: Wojciech Liszka (POL), Luis Castillo (ESP), Ariadna Chueca (ESP) |
| 1 tháng 8 năm 2024 21:00 | Chi tiết | Điểm mỗi set: 23–23, 15–23, 15–14, 21–27                                     |       |                                                                  |  | Sân vận động Pierre-Mauroy, Lille Số khán giả: 25,044 Trọng tài: Wojciech Liszka (POL), Luis Castillo (ESP), Ariadna Chueca (ESP) |
| 1 tháng 8 năm 2024 21:00 | Chi tiết | Điểm: Meesseman 24 Chụp bóng bật bảng: Delaere, Linskens 5 Hỗ trợ: Delaere 8 |       | Điểm: Stewart 26 Chụp bóng bật bảng: Wilson 13 Hỗ trợ: Ionescu 5 |  | Sân vận động Pierre-Mauroy, Lille Số khán giả: 25,044 Trọng tài: Wojciech Liszka (POL), Luis Castillo (ESP), Ariadna Chueca (ESP) |

| 4 tháng 8 năm 2024 11:00 | Chi tiết | Nhật Bản                                                                 | 58–85 | Bỉ                                                                   |  | Sân vận động Pierre-Mauroy, Lille Số khán giả: 25,134 Trọng tài: Boris Krejić (SLO), Wojciech Liszka (POL), Péter Praksch (HUN) |
| 4 tháng 8 năm 2024 11:00 | Chi tiết | Điểm mỗi set: 7–19, 16–20, 16–22, 19–24                                  |       |                                                                      |  | Sân vận động Pierre-Mauroy, Lille Số khán giả: 25,134 Trọng tài: Boris Krejić (SLO), Wojciech Liszka (POL), Péter Praksch (HUN) |
| 4 tháng 8 năm 2024 11:00 | Chi tiết | Điểm: Hayashi 13 Chụp bóng bật bảng: Akaho 5 Hỗ trợ: Machida, Miyazaki 4 |       | Điểm: Meesseman 30 Chụp bóng bật bảng: Meesseman 11 Hỗ trợ: Massey 7 |  | Sân vận động Pierre-Mauroy, Lille Số khán giả: 25,134 Trọng tài: Boris Krejić (SLO), Wojciech Liszka (POL), Péter Praksch (HUN) |

| 4 tháng 8 năm 2024 17:15 | Chi tiết | Đức                                                                      | 68–87 | Hoa Kỳ                                                               |  | Sân vận động Pierre-Mauroy, Lille Số khán giả: 25,844 Trọng tài: Julio Anaya (PAN), Gatis Saliņš (LAT), Viola Györgyi (NOR) |
| 4 tháng 8 năm 2024 17:15 | Chi tiết | Điểm mỗi set: 19–16, 10–25, 17–28, 22–18                                 |       |                                                                      |  | Sân vận động Pierre-Mauroy, Lille Số khán giả: 25,844 Trọng tài: Julio Anaya (PAN), Gatis Saliņš (LAT), Viola Györgyi (NOR) |
| 4 tháng 8 năm 2024 17:15 | Chi tiết | Điểm: S. Sabally 15 Chụp bóng bật bảng: Geiselsöder 8 Hỗ trợ: Peterson 4 |       | Điểm: Young 19 Chụp bóng bật bảng: Collier 7 Hỗ trợ: three players 5 |  | Sân vận động Pierre-Mauroy, Lille Số khán giả: 25,844 Trọng tài: Julio Anaya (PAN), Gatis Saliņš (LAT), Viola Györgyi (NOR) |

### Bảng xếp hạng các đội đứng hạng ba
| VT | Bg | Đội        | ST | T | B | ĐT  | ĐB  | HS | Đ | Giành quyền tham dự |
| -- | -- | ---------- | -- | - | - | --- | --- | -- | - | ------------------- |
| 1  | B  | Nigeria    | 3  | 2 | 1 | 208 | 207 | +1 | 5 | Tứ kết              |
| 2  | C  | Bỉ         | 3  | 1 | 2 | 228 | 228 | 0  | 4 | Tứ kết              |
| 3  | A  | Trung Quốc | 3  | 1 | 2 | 228 | 229 | −1 | 4 |                     |

## Vòng đấu loại trực tiếp

### Xếp hạng
| VT | Đội         | ST | T | B | ĐT  | ĐB  | HS  | Đ | Giành quyền tham dự                     |
| -- | ----------- | -- | - | - | --- | --- | --- | - | --------------------------------------- |
| 1  | Hoa Kỳ      | 3  | 3 | 0 | 276 | 218 | +58 | 6 | Hạt giống (Nhóm D)                      |
| 2  | Tây Ban Nha | 3  | 3 | 0 | 223 | 213 | +10 | 6 | Hạt giống (Nhóm D)                      |
|    |             |    |   |   |     |     |     |   |                                         |
| 3  | Pháp        | 3  | 2 | 1 | 222 | 187 | +35 | 5 | Hạt giống (Nhóm E)                      |
| 4  | Serbia      | 3  | 2 | 1 | 201 | 184 | +17 | 5 | Hạt giống (Nhóm E)                      |
|    |             |    |   |   |     |     |     |   |                                         |
| 5  | Đức         | 3  | 2 | 1 | 226 | 220 | +6  | 5 | Không được phân loại hạt giống (Nhóm F) |
| 6  | Úc          | 3  | 2 | 1 | 211 | 212 | −1  | 5 | Không được phân loại hạt giống (Nhóm F) |
|    |             |    |   |   |     |     |     |   |                                         |
| 7  | Nigeria     | 3  | 2 | 1 | 208 | 207 | +1  | 5 | Không được phân loại hạt giống (Nhóm G) |
| 8  | Bỉ          | 3  | 1 | 2 | 228 | 228 | 0   | 4 | Không được phân loại hạt giống (Nhóm G) |

### Sơ đồ
|  | Tứ kết      | Tứ kết    |            |    | Bán kết         | Bán kết         |  |  | Huy chương vàng | Huy chương vàng |
|  |             |           |            |    |                 |                 |  |  |                 |                 |
|  | 7 tháng 8   |           |            |    |                 |                 |  |  |                 |                 |
|  |             |           |            |    |                 |                 |  |  |                 |                 |
|  | Đức         | 71        |            |    |                 |                 |  |  |                 |                 |
|  | Đức         | 71        | 9 tháng 8  |    |                 |                 |  |  |                 |                 |
|  | Pháp        | 84        |            |    |                 |                 |  |  |                 |                 |
|  | Pháp        | 84        | Pháp (OT)  | 81 |                 |                 |  |  |                 |                 |
|  | 7 tháng 8   |           | Pháp (OT)  | 81 |                 |                 |  |  |                 |                 |
|  |             | Bỉ        | 75         |    |                 |                 |  |  |                 |                 |
|  | Tây Ban Nha | Bỉ        | 75         | 66 |                 |                 |  |  |                 |                 |
|  | Tây Ban Nha |           | 11 tháng 8 | 66 |                 |                 |  |  |                 |                 |
|  | Bỉ          | 79        |            |    |                 |                 |  |  |                 |                 |
|  | Bỉ          | 79        | Pháp       | 66 |                 |                 |  |  |                 |                 |
|  | 7 tháng 8   |           | Pháp       | 66 |                 |                 |  |  |                 |                 |
|  |             | Hoa Kỳ    | 67         |    |                 |                 |  |  |                 |                 |
|  | Nigeria     | Hoa Kỳ    | 67         | 74 |                 |                 |  |  |                 |                 |
|  | Nigeria     | 9 tháng 8 |            | 74 |                 |                 |  |  |                 |                 |
|  | Hoa Kỳ      | 88        |            |    |                 |                 |  |  |                 |                 |
|  | Hoa Kỳ      | 88        | Hoa Kỳ     | 85 |                 |                 |  |  |                 |                 |
|  | 7 tháng 8   |           | Hoa Kỳ     | 85 |                 |                 |  |  |                 |                 |
|  |             | Úc        | 64         |    | Huy chương đồng | Huy chương đồng |  |  |                 |                 |
|  | Serbia      | Úc        | 64         | 67 | Huy chương đồng | Huy chương đồng |  |  |                 |                 |
|  | Serbia      |           | 11 tháng 8 | 67 |                 |                 |  |  |                 |                 |
|  | Úc          | 85        |            |    |                 |                 |  |  |                 |                 |
|  | Úc          | 85        | Bỉ         | 81 |                 |                 |  |  |                 |                 |
|  |             |           |            |    |                 |                 |  |  |                 |                 |
|  | Úc          | 85        |            |    |                 |                 |  |  |                 |                 |
|  | Úc          | 85        |            |    |                 |                 |  |  |                 |                 |

### Tứ kết
| 7 tháng 8 năm 2024 11:00 | Chi tiết | Serbia                                                              | 67–85 | Úc                                                              |  | Accor Arena, Paris Số khán giả: 12,337 Trọng tài: Martin Vulić (CRO), Ariadna Chueca (ESP), Yevgeniy Mikheyev (KAZ) |
| 7 tháng 8 năm 2024 11:00 | Chi tiết | Điểm mỗi set: 19–26, 13–22, 16–24, 19–13                            |       |                                                                 |  | Accor Arena, Paris Số khán giả: 12,337 Trọng tài: Martin Vulić (CRO), Ariadna Chueca (ESP), Yevgeniy Mikheyev (KAZ) |
| 7 tháng 8 năm 2024 11:00 | Chi tiết | Điểm: Nogić 17 Chụp bóng bật bảng: Raca 7 Hỗ trợ: Anderson, Nogić 5 |       | Điểm: Smith 22 Chụp bóng bật bảng: Smith 13 Hỗ trợ: Melbourne 5 |  | Accor Arena, Paris Số khán giả: 12,337 Trọng tài: Martin Vulić (CRO), Ariadna Chueca (ESP), Yevgeniy Mikheyev (KAZ) |

| 7 tháng 8 năm 2024 14:30 | Chi tiết | Tây Ban Nha                                                             | 66–79 | Bỉ                                                                                     |  | Accor Arena, Paris Số khán giả: 11,852 Trọng tài: Matthew Kallio (CAN), Jenna Reneau (USA), Maripier Malo (CAN) |
| 7 tháng 8 năm 2024 14:30 | Chi tiết | Điểm mỗi set: 26–26, 11–22, 12–19, 17–12                                |       |                                                                                        |  | Accor Arena, Paris Số khán giả: 11,852 Trọng tài: Matthew Kallio (CAN), Jenna Reneau (USA), Maripier Malo (CAN) |
| 7 tháng 8 năm 2024 14:30 | Chi tiết | Điểm: Gustafson 21 Chụp bóng bật bảng: Gustafson 7 Hỗ trợ: Gil, Ortiz 3 |       | Điểm: Linskens, Meesseman 19 Chụp bóng bật bảng: Meesseman 9 Hỗ trợ: Delaere, Vanloo 7 |  | Accor Arena, Paris Số khán giả: 11,852 Trọng tài: Matthew Kallio (CAN), Jenna Reneau (USA), Maripier Malo (CAN) |

| 7 tháng 8 năm 2024 18:00 | Chi tiết | Đức                                                                               | 71–84 | Pháp                                                                |  | Accor Arena, Paris Số khán giả: 12,399 Trọng tài: Amy Bonner (USA), Carlos Peralta (ECU), Blanca Burns (USA) |
| 7 tháng 8 năm 2024 18:00 | Chi tiết | Điểm mỗi set: 19–23, 14–22, 16–21, 22–18                                          |       |                                                                     |  | Accor Arena, Paris Số khán giả: 12,399 Trọng tài: Amy Bonner (USA), Carlos Peralta (ECU), Blanca Burns (USA) |
| 7 tháng 8 năm 2024 18:00 | Chi tiết | Điểm: N. Sabally 20 Chụp bóng bật bảng: N. Sabally 13 Hỗ trợ: Fiebich, Peterson 3 |       | Điểm: Johannès 24 Chụp bóng bật bảng: Williams 6 Hỗ trợ: Williams 5 |  | Accor Arena, Paris Số khán giả: 12,399 Trọng tài: Amy Bonner (USA), Carlos Peralta (ECU), Blanca Burns (USA) |

| 7 tháng 8 năm 2024 21:30 | Chi tiết | Nigeria                                                                  | 74–88 | Hoa Kỳ                                                         |  | Accor Arena, Paris Số khán giả: 12,437 Trọng tài: Viola Györgyi (NOR), Juan Fernández (ARG), Yann Davidson (MAD) |
| 7 tháng 8 năm 2024 21:30 | Chi tiết | Điểm mỗi set: 17–26, 16–26, 15–24, 26–12                                 |       |                                                                |  | Accor Arena, Paris Số khán giả: 12,437 Trọng tài: Viola Györgyi (NOR), Juan Fernández (ARG), Yann Davidson (MAD) |
| 7 tháng 8 năm 2024 21:30 | Chi tiết | Điểm: Amukamara 19 Chụp bóng bật bảng: Kunaiyi-Akpannah 8 Hỗ trợ: Kalu 7 |       | Điểm: Wilson 20 Chụp bóng bật bảng: Wilson 11 Hỗ trợ: Thomas 6 |  | Accor Arena, Paris Số khán giả: 12,437 Trọng tài: Viola Györgyi (NOR), Juan Fernández (ARG), Yann Davidson (MAD) |

### Bán kết
| 9 tháng 8 năm 2024 17:30 | Chi tiết | Hoa Kỳ                                                           | 85–64 | Úc                                                                |  | Accor Arena, Paris Số khán giả: 11,919 Trọng tài: Gatis Saliņš (LAT), Viola Györgyi (NOR), Péter Praksch (HUN) |
| 9 tháng 8 năm 2024 17:30 | Chi tiết | Điểm mỗi set: 20–16, 25–11, 21–13, 19–24                         |       |                                                                   |  | Accor Arena, Paris Số khán giả: 11,919 Trọng tài: Gatis Saliņš (LAT), Viola Györgyi (NOR), Péter Praksch (HUN) |
| 9 tháng 8 năm 2024 17:30 | Chi tiết | Điểm: Young 14 Chụp bóng bật bảng: Wilson 8 Hỗ trợ: ba cầu thủ 5 |       | Điểm: Borlase 11 Chụp bóng bật bảng: Smith 7 Hỗ trợ: ba cầu thủ 3 |  | Accor Arena, Paris Số khán giả: 11,919 Trọng tài: Gatis Saliņš (LAT), Viola Györgyi (NOR), Péter Praksch (HUN) |

| 9 tháng 8 năm 2024 21:00 | Chi tiết | Pháp                                                                       | 81–75 | Bỉ                                                                       | OT | Accor Arena, Paris Số khán giả: 12,389 Trọng tài: Luis Castillo (ESP), Takaki Kato (JPN), Ariadna Chueca (ESP) |
| 9 tháng 8 năm 2024 21:00 | Chi tiết | Điểm mỗi set: 14–17, 17–19, 17–15, 18–15, OT: 15–9                         |       |                                                                          | OT | Accor Arena, Paris Số khán giả: 12,389 Trọng tài: Luis Castillo (ESP), Takaki Kato (JPN), Ariadna Chueca (ESP) |
| 9 tháng 8 năm 2024 21:00 | Chi tiết | Điểm: Williams 18 Chụp bóng bật bảng: Badiane, Rupert 7 Hỗ trợ: Johannès 5 |       | Điểm: Meesseman 19 Chụp bóng bật bảng: Meesseman 14 Hỗ trợ: ba cầu thủ 6 | OT | Accor Arena, Paris Số khán giả: 12,389 Trọng tài: Luis Castillo (ESP), Takaki Kato (JPN), Ariadna Chueca (ESP) |

### Trận tranh huy chương đồng
| 11 tháng 8 năm 2024 11:30 | Chi tiết | Bỉ                                                               | 81–85 | Úc                                                                    |  | Accor Arena, Paris Số khán giả: 11,968 Trọng tài: Amy Bonner (USA), Blanca Burns (USA), Jenna Reneau (USA) |
| 11 tháng 8 năm 2024 11:30 | Chi tiết | Điểm mỗi set: 19–20, 17–17, 25–23, 20–25                         |       |                                                                       |  | Accor Arena, Paris Số khán giả: 11,968 Trọng tài: Amy Bonner (USA), Blanca Burns (USA), Jenna Reneau (USA) |
| 11 tháng 8 năm 2024 11:30 | Chi tiết | Điểm: Vanloo 26 Chụp bóng bật bảng: Linskens 8 Hỗ trợ: Vanloo 11 |       | Điểm: Magbegor 30 Chụp bóng bật bảng: Magbegor 13 Hỗ trợ: Melbourne 7 |  | Accor Arena, Paris Số khán giả: 11,968 Trọng tài: Amy Bonner (USA), Blanca Burns (USA), Jenna Reneau (USA) |

### Trận tranh huy chương vàng
| 11 tháng 8 năm 2024 15:30 | Chi tiết | Pháp                                                               | 66–67 | Hoa Kỳ                                                             |  | Accor Arena, Paris Số khán giả: 12,126 Trọng tài: Boris Krejić (SLO), Viola Györgyi (NOR), Martin Vulić (CRO) |
| 11 tháng 8 năm 2024 15:30 | Chi tiết | Điểm mỗi set: 9–15, 16–10, 18–20, 23–22                            |       |                                                                    |  | Accor Arena, Paris Số khán giả: 12,126 Trọng tài: Boris Krejić (SLO), Viola Györgyi (NOR), Martin Vulić (CRO) |
| 11 tháng 8 năm 2024 15:30 | Chi tiết | Điểm: Williams 19 Chụp bóng bật bảng: Williams 7 Hỗ trợ: Badiane 3 |       | Điểm: Wilson 21 Chụp bóng bật bảng: Wilson 13 Hỗ trợ: Gray, Plum 4 |  | Accor Arena, Paris Số khán giả: 12,126 Trọng tài: Boris Krejić (SLO), Viola Györgyi (NOR), Martin Vulić (CRO) |

| Pháp | Hoa Kỳ |

| PF                | 6  | Alexia Chery     |
| SG                | 10 | Sarah Michel (c) |
| C                 | 12 | Iliana Rupert    |
| SG                | 23 | Marine Johannès  |
| G                 | 42 | Leïla Lacan      |
| PG                | 4  | Marine Fauthoux  |
| SF                | 11 | Valériane Ayayi  |
| F                 | 13 | Janelle Salaün   |
| F                 | 15 | Gabby Williams   |
| C                 | 22 | Marième Badiane  |
| Huấn luyện viên:  |    |                  |
| Jean-Aimé Toupane |    |                  |

| G                | 5  | Kelsey Plum      |
| SF               | 11 | Napheesa Collier |
| PF               | 14 | Alyssa Thomas    |
| C                | 15 | Brittney Griner  |
| SF               | 7  | Kahleah Copper   |
| G                | 6  | Sabrina Ionescu  |
| C                | 9  | A'ja Wilson      |
| PF               | 10 | Breanna Stewart  |
| G                | 13 | Jackie Young     |
| Huấn luyện viên: |    |                  |
| Cheryl Reeve     |    |                  |

| PF                | 6  | Alexia Chery     |
| SG                | 10 | Sarah Michel (c) |
| C                 | 12 | Iliana Rupert    |
| SG                | 23 | Marine Johannès  |
| G                 | 42 | Leïla Lacan      |
| PG                | 4  | Marine Fauthoux  |
| SF                | 11 | Valériane Ayayi  |
| F                 | 13 | Janelle Salaün   |
| F                 | 15 | Gabby Williams   |
| C                 | 22 | Marième Badiane  |
| Huấn luyện viên:  |    |                  |
| Jean-Aimé Toupane |    |                  |

| G                | 5  | Kelsey Plum      |
| SF               | 11 | Napheesa Collier |
| PF               | 14 | Alyssa Thomas    |
| C                | 15 | Brittney Griner  |
| SF               | 7  | Kahleah Copper   |
| G                | 6  | Sabrina Ionescu  |
| C                | 9  | A'ja Wilson      |
| PF               | 10 | Breanna Stewart  |
| G                | 13 | Jackie Young     |
| Huấn luyện viên: |    |                  |
| Cheryl Reeve     |    |                  |

## Thống kê và giải thưởng

### Thống kê

#### Cầu thủ
Nguồn:
| Cầu thủ         | Số điểm trên một trận |
| --------------- | --------------------- |
| Emma Meesseman  | 23.3                  |
| Satou Sabally   | 18.8                  |
| A'ja Wilson     | 18.7                  |
| Ezinne Kalu     | 18.5                  |
| Megan Gustafson | 18.0                  |

| Cầu thủ         | Số pha chụp bóng bật bảng trên một trận |
| --------------- | --------------------------------------- |
| Li Yueru        | 11.0                                    |
| A'ja Wilson     | 10.2                                    |
| Megan Gustafson | 9.3                                     |
| Mya Hollingshed | 8.7                                     |
| Alanna Smith    | 8.0                                     |

| Cầu thủ         | Số pha kiến tạo trên một trận |
| --------------- | ----------------------------- |
| Julie Vanloo    | 6.8                           |
| Yvonne Anderson | 6.5                           |
| Li Meng         | 6.0                           |
| Yang Liwei      | 6.0                           |
| Rui Machida     | 6.0                           |

| Cầu thủ           | Số pha chặn bóng trên một trận |
| ----------------- | ------------------------------ |
| A'ja Wilson       | 2.7                            |
| Emma Meesseman    | 2.5                            |
| Breanna Stewart   | 1.7                            |
| Ezi Magbegor      | 1.5                            |
| Dragana Stanković | 1.3                            |
| Kyara Linskens    | 1.3                            |
| Marième Badiane   | 1.3                            |

| Cầu thủ             | Số pha cướp bóng trên một trận |
| ------------------- | ------------------------------ |
| Trinity San Antonio | 3.0                            |
| Promise Amukamara   | 3.0                            |
| Gabby Williams      | 2.8                            |
| Yvonne Anderson     | 2.5                            |
| Ezinne Kalu         | 2.5                            |
| Leonie Fiebich      | 2.5                            |

| Cầu thủ         | Hiệu suất trên một trận |
| --------------- | ----------------------- |
| Emma Meesseman  | 28.5                    |
| A'ja Wilson     | 25.7                    |
| Megan Gustafson | 23.0                    |
| Li Yueru        | 21.7                    |
| Breanna Stewart | 20.3                    |

#### Đội tuyển
Nguồn:
| Đội tuyển  | Số điểm trên một trận |
| ---------- | --------------------- |
| Hoa Kỳ     | 86.0                  |
| Bỉ         | 77.2                  |
| Trung Quốc | 76.0                  |
| Pháp       | 75.5                  |
| Đức        | 74.3                  |

| Đội tuyển  | Số pha chụp bóng bật bảng trên một trận |
| ---------- | --------------------------------------- |
| Hoa Kỳ     | 47.5                                    |
| Trung Quốc | 42.7                                    |
| Úc         | 40.2                                    |
| Canada     | 39.7                                    |
| Đức        | 39.3                                    |

| Đội tuyển   | Số pha kiến tạo trên một trận |
| ----------- | ----------------------------- |
| Hoa Kỳ      | 27.7                          |
| Bỉ          | 24.2                          |
| Trung Quốc  | 24.0                          |
| Úc          | 21.3                          |
| Tây Ban Nha | 20.8                          |

| Đội tuyển | Số pha chặn bóng trên một trận |
| --------- | ------------------------------ |
| Hoa Kỳ    | 6.0                            |
| Bỉ        | 5.2                            |
| Pháp      | 4.2                            |
| Úc        | 3.7                            |
| Canada    | 3.0                            |

| Đội tuyển   | Số pha cướp bóng trên một trận |
| ----------- | ------------------------------ |
| Nigeria     | 12.0                           |
| Pháp        | 11.7                           |
| Serbia      | 11.5                           |
| Tây Ban Nha | 9.5                            |
| Puerto Rico | 8.7                            |

| Đội tuyển  | Hiệu suất trên một trận |
| ---------- | ----------------------- |
| Hoa Kỳ     | 115.8                   |
| Bỉ         | 92.7                    |
| Trung Quốc | 89.0                    |
| Úc         | 88.2                    |
| Pháp       | 86.2                    |

### Giải thưởng
Giải thưởng được FIBA công bố vào ngày 11 tháng 8 năm 2024, sau khi giải đấu kết thúc.
| FIBA All-Star Five                                         | FIBA All-Star Five                                         | FIBA All-Star Five |
| Tiên phong                                                 | Tiên phong                                                 | Trung phong        |
| ---------------------------------------------------------- | ---------------------------------------------------------- | ------------------ |
| Breanna Stewart Gabby Williams Alanna Smith Emma Meesseman | Breanna Stewart Gabby Williams Alanna Smith Emma Meesseman | A'ja Wilson        |
| FIBA All-Second Team                                       |                                                            |                    |
| Hậu vệ                                                     | Tiên phong                                                 | Trung phong        |
| Ezinne Kalu Julie Vanloo                                   | Satou Sabally Valeriane Ayayi                              | Ezi Magbegor       |
| MVP: A'ja Wilson                                           |                                                            |                    |
| Ngôi sao đang lên: Jade Melbourne                          |                                                            |                    |
| Cầu thủ phòng ngự xuất sắc nhất: Gabby Williams            |                                                            |                    |
| Huấn luyện viên xuất sắc nhất: Rena Wakama                 |                                                            |                    |

## Bảng xếp hạng cuối cùng
| VT | Đội         | ST | T | B |
| -- | ----------- | -- | - | - |
| 1  | Hoa Kỳ      | 6  | 6 | 0 |
| 2  | Pháp        | 6  | 4 | 2 |
| 3  | Úc          | 6  | 4 | 2 |
| 4  | Bỉ          | 6  | 2 | 4 |
| 5  | Tây Ban Nha | 4  | 3 | 1 |
| 6  | Serbia      | 4  | 2 | 2 |
| 7  | Đức         | 4  | 2 | 2 |
| 8  | Nigeria     | 4  | 2 | 2 |
| 9  | Trung Quốc  | 3  | 1 | 2 |
| 10 | Puerto Rico | 3  | 0 | 3 |
| 11 | Canada      | 3  | 0 | 3 |
| 12 | Nhật Bản    | 3  | 0 | 3 |